# Mignon (Gerhart Hauptmann)
Mignon ist der Titel einer zwischen 1938 und 1944 entstandenen und 1947 publizierten Novelle Gerhart Hauptmanns. Erzählt werden surreale Urlaubserlebnisse am Lago Maggiore, in denen Personen auftauchen, die Figuren aus Goethes „Wilhelm Meisters Lehrjahre“ ähneln.

## Inhalt
Vorspruch
Goethe: Ich will nun an die Gespenstergeschichten gehen (23. Dezember 1794).
1. Teil

### Die Reise

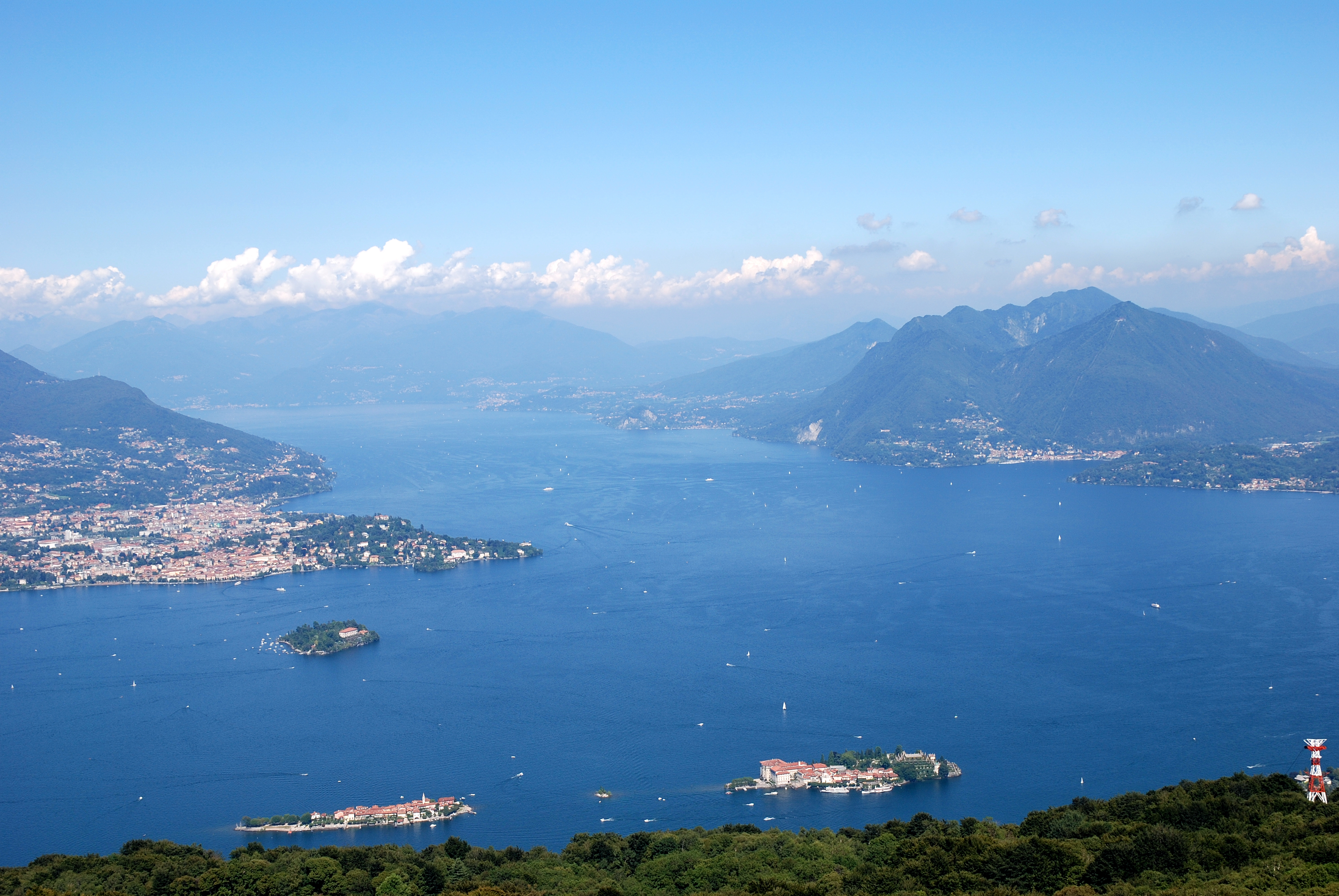
Lago Maggiore mit den Borromäischen Inseln „Madre“, „Pescatori“ und „Bella“ vom Mottarone aus

Ein etwa 50-jähriger Schriftsteller reist Mitte Oktober ohne seine Familie über die Alpen nach Stresa am Lago Maggiore. Es ist eine Flucht aus einem „ermüdete[n], freudlose[n] Dasein“, aus „Überdruss an der menschlichen Existenz und ihrer vielfach tieftragischen Brüchigkeit“. Er sucht in einer ihm auch aus der Literatur, u. a. aus Jean Pauls „Titan“, bekannten „südlichen Bergnatur“ seine „Erneuerung“. Einerseits hat er eine „Neigung zum Anachoreten“, andererseits lebt er „eine Art Geselligkeit“, die sich in dem „Zauberspiegel der Seele“ abspielt, nach dem Faust-Zitat: „Die Geisterwelt ist nicht verschlossen. Dein Sinn ist zu, dein Herz ist tot!“
Gegenüber den im „Titan“ glorifizierten Borromäischen Inseln logiert er in Commendatore Barratinis „Hôtel des Ĭles Boromées“ mit Blick auf die Ĭsola Bella und Isola Madre. Doch statt der ersehnten Stimmung plagen ihn Träume. Am nächsten Tag läuft er bei Regen über den Corso Umberto. Auf der Piazza wartet eine ärmliche Gauklerfamilie mit einem halbwüchsigen Mädchen auf ihren Auftritt. Der Erzähler fühlt sich anderthalb Jahrhunderte in Goethes Wilhelm-Meister-Roman zurückversetzt. Aus Mitleid schenkt er der Artistin einige Banknoten. Sie reagiert mit misstrauisch lauerndem, fast feindseligem Blick und wirft das Geld mit einer verächtlichen Handbewegung dem Vater zu. Der beschimpft und ohrfeigt seine Tochter und zwingt sie, dem Spender die Hand zu küssen. Nach Abzug des Gewitters beginnt die Vorstellung, die dem Erzähler nicht gefällt. Nachts träumt er endlos von der Backbending-Akrobatin, die wie knochenlos zurückgebogen ihren Kopf zwischen die Füße steckt.

### Goethe
Am nächsten Tag setzt sich bei einem Café-Besuch die geistige Reise in eine literarische Landschaft fort. Im Kreise lebhafter Damen sitzt ein älterer Herr, der von Kopf bis Fuß Goethe ähnelt und, wie der Schriftsteller herausfindet, bei den Einheimischen unbekannt ist. Im weiteren Verlauf seines Urlaubs wiederholt sich diese Erscheinung, die jeweils in Verbindung mit dem Gauklermädchen steht: Auf der Suche nach ihr in Como steht am Abend „Goethe“ vor dem Dom. Bei einer Wanderung zum vom Hotelier Barratini erwähnten Observatorium eines sonderbaren Engländers auf dem Mottarone sieht er zum dritten Mal den Goetheähnlichen aus dem Kuppelbau heraustreten. Da alle Nachforschungen über dessen Herkunft ergebnislos verlaufen, die Begegnungen jedoch für den Schriftsteller „volle Realität“ haben, überdenkt er verschiedene Erklärungen: ein Nachkomme aus einer geheimen Beziehung Goethes während seiner Italienreise, ein Tagtraum, ein Scherz Barratinis, der ihm von den „Mottaronegespenstern“ erzählt hat, die als Sonderlinge bei dem Engländer verkehrten und vielleicht beim Betrachter die Gestalt eines Abgeschiedenen hervorriefen. Der Erzähler neigt zum Glauben an übersinnliche Erscheinungen und fragt sich, ob wir jemals außerhalb einer „Aura magica“ seien. Eine Bestätigung dieser Annahme finden er Ende der Novelle, als ihm zwei Bekannte, einer davon ein Atheist, unabhängig voneinander berichten, sie hätten in der Nähe des Hospitals den alten Dichter Goethe gesehen.
Die Goethe-Auftritte begleiten andere Erlebnisse, die am Ende als real-surreale Überlagerungen bzw. Materialisationen gedeutet werden. In verschiedenen Situationen begegnet der Schriftsteller einer Artistengruppe mit einer jungen Akrobatin oder einem alten Harfner und Sänger, der von einem tanzenden oder musizierenden Mädchen begleitet wird. Trotz den verschiedenen Begleitumständen und Informationen nennt der Erzähler das Mädchen immer, nach dem Vorbild aus Goethes Roman, „Mignon“.
Beim Besuch des Cavaliere Graupe, eines 60-jährigen Sonderlings, und der Marchesa Gropallo in ihrer Eremitage in Pallanza trifft er als Gäste namhafte Männer aus Kunst und Wissenschaft, mit denen er sich über Kultur, den „Homo sapiens ferus“, die Kräfte des Dämonischen und die Seele und ihre Spannung zur Rationalität in Forschung und Wissenschaft unterhält. Ein Afrika-Forscher berichtet von seinen Reisen und erklärt, dass beide Sichtweisen zusammenpassen. Auch Goethe sei Dichter und Forscher gewesen. Kultur habe etwas Seelenhaftes, das einer ungeheuren Gemeinsamkeit entstamme und darauf fortgesetzt übertragen werde. Graupe erzählt von einer Goethe-Erscheinung am Lago Maggiore. Nach einer Wanderung zu Graupes Naturpark am Berg betreten sie ein Zypressenrondell mit einem Theaterplatz. Aus dem Nebel tritt ein alter Mann mit Harfe, der von einem Mädchen, ähnlich der Stresa-Akrobatin, begleitet wird. Der an Homer erinnernde Sänger trägt eine Ballade vor.
2. Teil

### Mignon
Der Graupe-Besuch mit dem Mignon-Auftritt entwurzelt den Erzähler. Er wandert zum Observatorium des Engländers auf dem Monte Mottarone. Dort versetzt ihn Musik in einen mystisch-entrückten Zustand. Ein Stimme spricht zu ihm: „Dein Genius hat dich blind über eine gewisse Grenze geführt. Nutze die Zeit.“ Ihm erscheint eine Schafherde mit einer 15-jährigen Hirtin, die sich ihm als Tochter des Großschäfers „Der gute Hirte“ vorstellt. Diese Gestalt ist für ihn zugleich Jungfrau, Mutter, Königin. In diesem Augenblick ist sein 50-jähriges Leben zusammengefasst: Die holde Hirtin wird geboren, wächst, blüht, verblüht. Nachdem die Vision verschwunden ist, tritt der Goetheähnliche aus dem Kuppelbau und stützt sich mit der Hand auf die Schulter eines Mädchens. Der Erzähler denkt, es müsse Mignon sein, die ihm zuvor als Artistin und Begleiterin des Harfners begegnet ist. Er will sie suchen und aus der üblen Gewalt, von wem auch immer, befreien. Er muss sich eingestehen, dass sich sein Beschützergefühl mit „erwachender Leidenschaft“ mischt.
Der Erzähler bittet Barratini um Nachforschungen, und dieser erfährt, ein Kunstreiter verfolge den Alten und das Mädchen, weil er mit der Artistin Geld verdienen wolle. Nach Hinweisen des Hoteliers findet der Schriftsteller in der Nacht den Sänger und Mignon in einer Ruine. Der Harfner erzählt ihm seine Lebensgeschichte: Das Mädchen sei erniedrigt und missbraucht worden und aus Sehnsucht und Traurigkeit aus dem Norden nach Italien gewandert. Der Erzähler spürt Hass und Eifersucht dem Sänger gegenüber, der seiner Meinung nach seine Mignon gefangen hält. Er will ihr Retter sein und verabredet mit den beiden ein Treffen, zu dem sie jedoch nicht erscheinen.
Acht Tage später übernachtet der Schriftsteller nach einer Wanderung in einem Gasthaus und hört, dass der Wirt zwei Bettler, den Harfner und das Mädchen, nicht einlassen will. Er verbürgt sich für sie, und sie dürfen die Gaststube betreten. Der Spielmann trägt Lieder vor und seine Begleiterin sammelt Geld ein. Sie hat Spangen am Arm und am Fußgelenk, und der Erzähler interpretiert dies als Schmuck einer ehemaligen Sklavin. Er verliebt sich in sie und fühlt eine seltsame universelle Beziehung zu ihr, ohne Anfang und Ende, als wären sie von jeher vereinigt gewesen. Der Harfner drängt das Mädchen, vor den Gästen zu tanzen. Es beginnt langsam wie schlaftrunken, wird dann wütend und rasend, fällt schließlich bewusstlos in die Arme des Erzählers und beißt ihm in die Hand. Ein mit Kapuze und Radmantel verhüllter Mann, der Gaukler von Stresa, tritt auf und wirft dem Harfner vor, das Mädchen zu ruinieren. Der wiederum beschuldigt ihn, er habe das Kind seiner Mutter geraubt und in seinem Landstreicherwagen weggebracht, dann dressiert und sich gefügig gemacht. Darauf wird der Gaukler von den Gästen vertrieben. Der Erzähler fühlt sich verantwortlich für die beiden und bezahlt ihre Übernachtung. Doch am nächsten Morgen sind sie spurlos verschwunden. Er fühlt eine Bestimmung in sich, mit Mignon zusammen zu sein. Sein altes Leben mit Familie und Beruf möchte er hinter sich lassen und er wünscht sich, „verschollen“ zu sein.
Mignon wird zu einer fixen Idee des Schriftstellers. Er meint, ihr Biss habe ihn krank gemacht. Er sucht sie, den Gaukler und den Harfner vergeblich in der Umgebung, doch Mignon besucht ihn im Traum und er bummelt, wie in der Realität, mit der Geliebten durch die Stadt und kauft ihr Geschenke. Dann fährt er zur Isola Madre und stellt sich vor, Mignon sei hier gewesen und habe die Bäume berührt. Alles in seinem Denken ist auf sie konzentriert und seine Liebe zu ihr vermischt sich mit Mitleid: Er will sie beschützen und retten.
Nach der Rückkehr ins Hotel findet er eine Visitenkarte des Geheimrats Goethe, doch niemand kann ihm erklären, wie sie in sein Zimmer gekommen ist. Um das Phänomen zu enträtseln, besucht er einen Studienfreund mit dem Spitznamen „Plarre“, der als Arzt im Tessin lebt. Er begleitet ihn bei seinen Krankenbesuchen. Eine Autopsie im Kloster in Madonna del Sasso am Ortasee führt ihn überraschend zu Mignon: Im Leichenhaus bestätigt der Arzt den Tod eines halb blinden Straßensängers und Harfenspielers, der krank ins Kloster aufgenommen wurde und dort nach drei Tagen starb. Seine Begleiterin war das 15-jährige Mädchen Aga, das einen verwilderten und kranken Eindruck macht. Nach den Erkundigungen des Priors hat der verwitwete adlige Vater sich kaum um seine Tochter gekümmert und sie im Zustand eines „Homo sapiens ferus“ aufwachsen lassen. Nach dem Tod des Vaters zog Aga mit Gitarrenspiel bettelnd durch die Landschaften und wurde vom Harfner aufgelesen. Plarre lässt sie in die private Klinik einer verwitweten Baronin in Locarno bringen. In ihrem Wohnraum sieht der Erzähler eine Statuette Goethes und eine Sammlung von Literatur der Goethezeit und empfindet dies als passendes Ambiente für die verwaiste Mignon, als deren Vormund er sich fühlt. In seiner Erinnerung beschreibt er das Mädchen als rätselhaftes Wesen, dem er, „es [sei] nicht zu leugnen – in Leidenschaft verfallen“ war: „Ein unzerstörbarer Zauber lag über ihr – worin er indessen beruhte, weiß ich nicht. […] Sie kam mir nah, sie liebte mich, dann wiederum war sie in fernsten Fernen. […] Sicher ist, dass sie […] Schäden davongetragen hat […] Sie werde auch kaum im Seelischen ganz normal werden. […] ihr Wesen hatte durchaus mit der üblichen Norm nichts zu tun. Sie stand nur mit einem Fuß auf der Erde.“ Als Mignon nach einigen Wochen der Pflege im Sterben liegt, sagt sie, sie mache sich zurecht zum Wandern: „Wir fangen immer von neuem an; es beginnt eben wiederum eine Wanderung. Man kann dazu nichts tun und ebenso wenig etwas hinwegnehmen.“
Der Erzähler hat lange Hemmungen, Plarre seine phantastischen Erlebnisse als übersinnliche Erscheinungen zu deuten, denn es gab eine Zeit, in der sein Studienfreund ihn wegen seiner nervösen Spaßhaftigkeit für psychisch gefährdet hielt. Deshalb versuchte er natürliche Erklärungen für seine Visionen zu finden. Zufälle, lustige Inszenierungen von Bekannten, Halluzinationen, in denen sich seine Gedanken mit dem Alltag mischen. Erst nach Plarres und der Baronin Mitteilungen, sie hätten in der Nähe der Klinik den alten Dichter Goethe gesehen, glaubt er fest an eine magische Welt. Er sinniert, vielleicht nähmen sich Verstorbene der hilflosen Lebendigen an, „und in diesem Fall ein großer Geist dieser neuen Mignon? Hat mich die Erscheinung des Dichters nicht zu ihrem wahren Freunde aufrufen wollen und sie in die Obhut meines Studiengenossen, der Baronin und meiner bringen? Wie ich sehe, war es so.“

## Biographische Bezüge

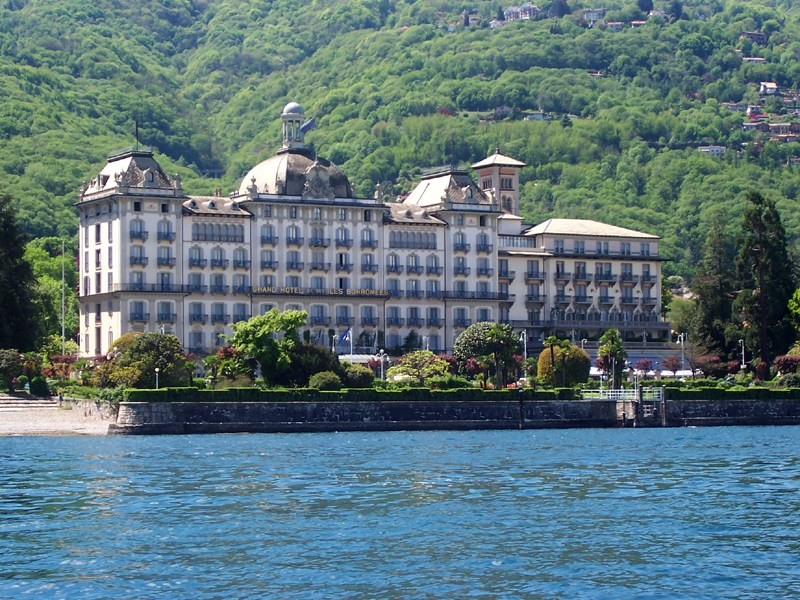
Grand Hotel des Iles Borromees

Nach dem Beginn des Zweiten Weltkriegs reiste Hauptmann nicht mehr in „das glückhafte Klima jenseits der Alpen“, die „Jugendschwelle“, und er sah besorgt die seelische Gefährdung durch die „trübselige nordische Scholle“: „Wo aber keine Sonne ist und keine Wärme, gewinnt das Chaos Gewalt, und Tod und Todesgedanken, aus Hoffnungsarmut geboren, schweben darüber wie Lotos über einem gärenden Sumpf.“ Aus einer diesen Gedanken entsprechenden Gemütslage lässt der Autor die Hauptfigur der Novelle „Mignon“ ins Tessin und an den Lago Maggiore reisen und Goethe begegnen. Die Idee dazu geht auf den Auftritt eines als Goethe verkleideten Schauspielers zurück, den Hauptmann in einem Café am Lago Maggiore beobachtete.

## Rezeption
Nach Hauptmanns eigener Interpretation handelt es sich bei seinem Mignon-Erlebnis um „das Eindringen von dichterischen Figuren in seine Welt“. Mignon sei, befreit von „irdischen Schlacken“ und auch von denen des gedruckten Buches“, Goethes „Wilhelm Meister“, „in ein gleichsam immaterielles, ewiges Leben eingetreten.“
Lauterbach hinterfragt diese Aussage Hauptmanns. Die Parallelen zu Goethes Roman seien eindeutig: das Artistenmilieu, in dem das Mädchen ausgebeutet wird, der Harfner trage äußerlich Goethe-Züge, Cavaliere Graupes Eremitage erinnere an Lotharios Landgut, Marchesa Cropallo an Theresa, der Theaterintendant an Baron Jarno. Somit könne Hauptmann nicht von einer „Unmittelbarkeit des gelebten Lebens“ ausgehen. Vielmehr nutze er „Schicksal und Atmosphäre, die die vorgeformten poetischen Gestalten mitbringen.“ Das mehrfache Auftreten Goethes verstärke noch diese Stimmung.
Den Reiz der Erzählung sieht Lauterbach v. a. in der „Leidenschaft eines reifen Mannes zu einem knabenhaften elfischen Elementarwesen.“ Der achtzigjährige Dichter habe hier zum letzten Mal ein zentrales Lebensthema verarbeitet: die Faszination von der sechzehnjährigen Tänzerin Ida Orloff, der „[s]chreckliche[n] Zerstörerin [s]eines Lebens.“ Von den zahlreichen Mädchen-Frauen in seinen Werken, u. a. Ingigerd in „Atlantis“ (1912), Veronika in „Phantom“ (1922), Chimaera-Astlik in „Das Meerwunder“ (1934), die junge Bibi in „Der Schuss im Park“ (1939), sei Aga-Mignon, v. a. in ihrer Mischung aus Wildheit und „Leidensfähigkeit“, am stärksten „ins Poetische verklärt“. Doch neben ihrer Opferrolle weise die plötzliche Raserei ihres Tanzes und der Biss in die Hand des Erzählers auf die dämonisch-vampirhafte Seite des „fremdartig-faszinierende[n]“ Doppelwesens und auf die „Unberechenbarkeit [seines] Handelns“ hin.
Tempel stellt in seiner Untersuchung einen anderen biographischen Bezug her, der die politische Einstellung Hauptmanns andeute: Der Studienfreund des Erzählers „Plarre“ trage Züge des Hauptmann-Freundes Alfred Ploetz, eines Vertreters der Eugenik und „Rassenhygiene“ in Deutschland. In einem Brief vom 24. Juli 1932 an Hauptmann spricht Ploetz vom „Auseinanderleben während vieler Jahre“. Mit dieser Wendung charakterisiert der „Mignon“-Erzähler sein Verhältnis zu dem Arzt: Plarre sei „selbst in einem beinahe provokanten Maße Materialist“ geblieben und „allem Theismus abhold“ und gebrauche „für Gottesgläubige im christlichen Sinne derbe Ausdrücke.“ Dieser Materialist muss am Ende der Novelle nach seiner Begegnung mit dem „echten Goethe“ zugeben, es gebe nicht den „allergeringste[n] Zweifel“, dass es sich um ein „ganz unbegreifliches Phänomen“ handele. Mit dieser Gestaltung ist nach Tempel die Opposition bezeichnet, die Hauptmann in den 1930er Jahren zunehmend zu Ploetz aufbaue. Spätestens aus Sicht der gesellschaftlich-politischen Ereignisse nach 1933 betone Hauptmann zunehmend die Differenzen zwischen sich und Ploetz, wobei der „eugenischen Gesetzgebung und deren Umsetzung im NS-Staat“ zumindest eine „Katalysatorwirkung“ zukomme. Als Beleg dafür zitiert Tempel aus der im Frühjahr 1942 entstandenen zweiten Fassung der „Mignon“-Erzählung: „Primitive Völker haben vielfach den ausgesprochen Irrsinnigen keineswegs ausgeschaltet, sondern vielmehr als vom Gotte berührt empfunden: er war für sie eine Art Heiliger. Wir haben mit ihm nur noch durch den Psychiater zu tun, den Arzt, der auf rein mechanistische Weise funktionelle Defekte feststellt. Er wird damit sowohl für den Gedanken einer unsterblichen Seele und deren jenseitigen Aufstieg das größte Hindernis: wird doch ein Seelentod zweifellos in dem Lebenden nachgewiesen.“
Nach Lauterbach ist Hauptmanns „Mignon“ Ausdruck seines Altersthemas: die Gestaltung des „letztlich Unsagbare[n]“. Er nennt als sein Schaffensziel „ein Phantasma … ein Gebilde aus jener Welt, darin sich der Monolog des Faust und die Sehnsucht der Romantik bewegen.“ Das heiße: „Ringen um die Erkenntnis dessen, was die Welt im Innersten zusammenhält, und die Sehnsucht, zu den Quellen, den Ursprüngen, den Müttern zu gelangen.“ Im Falle „Mignons“ führe Hauptmanns „Selbstfindung und Selbsterfahrung“ zur „paradigmatische[n] Vorführung verwandter Naturen“ der Vergangenheit.